# هويشيان
هويشيان (بالصينية: 辉县市) هي مدينة على مستوى مقاطعة، في الصين، تقع في شينشيانغ، بلغ عدد سكانها 740,435 نسمة وذلك حسب إحصائيات سنة 2010، تبلغ مساحتها 1,681.42 كيلومتر مربع، رمزها البريدي هو 453600.

## التقسيمات الإدارية
- Baobi Town  [لغات أخرى]‏
- Huangshui  [لغات أخرى]‏
- Paishitou Township  [لغات أخرى]‏
- Hongzhou Township [الإنجليزية]‏
- Shayao  [لغات أخرى]‏.